# Federació Esportiva de Sords de Catalunya
La Federació Esportiva de Sords de Catalunya és l'organisme rector que fomenta i desplega la pràctica d'activitats físiques i esportives sense afany de lucre per a persones amb discapacitats auditives. Forma part de la Unió de Federacions Esportives de Catalunya.

## Història
La Federació va néixer el 17 de desembre de 2001, quan la Secretaria General de l'Esport la va reconèixer oficialment amb aquest nom, però la seva història es remunta a l'11 de juny de 1979, quan es va fundar la Federació d'Associacions de Sords de Catalunya (FASC), que des del primer moment va comptar amb un departament d'esports, al front del qual s'hi va posar Sebastián Montesinos Andrés. El 1979, l'esport per a sords encara no estava oficialment regulat ni a Catalunya ni a l'estat espanyol. Des de 1924 hi havia un Comitè Internacional d'Esports per a Sords (CISS), que va començar a organitzar uns Jocs mundials per a Sords, anomenats Olimpíades Silencioses, que se celebraven cada quatre anys i que s'han seguit disputant al marge del moviment paralímpic. El 1950 s'havia creat la Federación Deportiva Silenciosa Española, organisme dependent de la Federación Nacional de Sordomudos de España, que el 1968 es va convertir en el Comité Español de Deportes Silenciosos i es va afiliar al CISS competint a partir d'aquell moment en els Jocs mundials per a Sords, aquest comitè va acabar convertint-se en la Federación Española de Deportes para Sordos (FEDS), creada el 1993 sota l'empara del Consejo Superior de Deportes A Catalunya, els casals de sords i les associacions de sordmuts van ser les primeres que van fomentar l'esport entre els seus associats, i a principis dels anys 30 fins i tot va haver-hi un club de futbol, el Centro Deportivo Silencioso, format íntegrament per a persones sordes. Però l'arribada de la dictadura franquista a finals dels anys 30 va frenar l'evolució de l'esport per a col·lectius de discapacitats, i totes les organitzacions que es van anar creant van tenir un àmbit estatal. Però ja en democràcia, la creació el 1979 de la Federació d'Associacions de Sords de Catalunya va significar un abans i un després de l'esport per a sords. El 1980, impulsat per Sebastián Montesinos Andrés, es van disputar a Barcelona els primers Jocs Esportius Autonòmics per a sords, competició que posteriorment va passar a dir-se Campionat Esportiu de Sords de Catalunya, i que va tenir continuïtat sota la batuta dels responsables següents del departament d'esports de la FASC: Jordi Solà Novals (1980 a 1981), Carlos García Ruiz (1981 a 1983), Joan Miramón Montserrat (1983 a 1984), Eduard Yela Fernández (1984 a 1987) i Joan Tort López (1987 a 1988). Eduard Yela va tornar a posar-se el 1988 al front del departament d'esports de la Federació de Sords de Catalunya, que havia perdut la paraula associació, i que un any després es va convertir en l'Organització Esportiva de Sords de Catalunya (OESC). I el 1996, amb la intenció de convertir-se en una federació esportiva en compliment de la Llei de l'Esport, el departament d'esports de la FSC va passar a dir-se Agrupació Esportiva de Sords de Catalunya (AESC). El reconeixement com a Federació va arribar el 17 de desembre de 2001. Des de la seva conversió en federació, ha anat augmentant progressivament el seu nombre de llicències i de clubs i s'encarrega d'organitzar el Campionat Esportiu de Sords de Catalunya, que el 2012 va arribar a la seva 33a edició a Ripoll, així com les lligues de les diverses modalitats en què competeixen les seves entitats federades: atletisme, automobilisme, basquetbol, billar, bitlles, ciclisme, dards, escacs, esquaix, esquí alpí, esquí de fons, esquí nàutic, excursionisme, futbol, golf, handbol, judo, karate, motociclisme, motonàutica, natació, pesca esportiva, petanca, tennis, tennis taula, surf de neu i voleibol.

## Presidents

### Eduardo Yela Fernández (2001-2004)
Quan el 2001 la Federació Esportiva de Sords de Catalunya (FESC) va ser reconeguda oficialment, es va convertir en el seu primer president i va ocupar el càrrec fins al 2004. La presidència de la FESC va ser la culminació d'una trajectòria que havia començat el 1968, als 18 anys, treballant per fer possible la pràctica esportiva de les persones amb problemes auditius. De 1984 a 1987 va ser responsable del departament d'esports de la Federació d'Associacions de Sords de Catalunya (FASC), càrrec al qual va tornar el 1988, després de ser substituït un any per Joan Tort, quan l'entitat es deia Federació de Sords de Catalunya (FSC). Quan la FSC es va convertir el 1989 en Organització Esportiva de Sords de Catalunya (OESC) va ser el seu president fins al 1996, i de 1996 a 2001 va presidir l'Agrupació Esportiva de Sords de Catalunya (AESC), pas previ al seu reconeixement el 2001 com a president de la federació. Quan el 2004 va deixar la presidència, va ser president del Centre Recreatiu cultural de Sords de Barcelona (CERECUSOR) i després va tornar a la federació per ocupar una vicepresidència. Entre 1998 i 2001 també havia estat vicepresident de la Federació Espanyola d'Esports per a Sords (FEDS) i de març a desembre del 2001, el seu president en funcions.

### Benet Muñoz Fernández (2004-)
Va accedir a la presidència el 2004, i el 2008 va ser reelegit en el càrrec. Amb quinze anys va ingressar com a soci a la Casa del Sordmut de Barcelona, actualment anomenat Club Esportiu Casal de Barcelona (CES CSB), del qual va ser jugador, entrenador i delegat fins a ser elegit president quan en tenia trenta-sis. El 1979 va passar a ser membre de la Federació d'Associacions de Sords de Catalunya (FASC) i va organitzar el Campionat de Catalunya per a Sords en diferents etapes. Un any després, va ser nomenat vicepresident de Comitè Espanyol d'Esports Silenciosos (CEDS), actualment Federació Espanyola per a Sords, càrrec que va ocupar fins al 1982. Aquell mateix any, també va passar a ser delegat nacional de futbol de l'entitat. El 1991 va formar part de la Comissió Organitzadora dels I Jocs Esportius Autonòmics per a Sords i va ser el seleccionador de Catalunya en les seves set primeres edicions.